# Los Angeles Lakers 1963-1964
La stagione 1963-64 dei Los Angeles Lakers fu la 16ª nella NBA per la franchigia.
I Los Angeles Lakers arrivarono terzi nella Western Division con un record di 42–38. Nei play-off persero la semifinale di division contro i St. Louis Hawks (2–3).

## Risultati
| Squadra                | V  | P  | %    | GB |
| ---------------------- | -- | -- | ---- | -- |
| San Francisco Warriors | 48 | 32 | 60,0 | -  |
| St. Louis Hawks        | 46 | 34 | 57,5 | 2  |
| Los Angeles Lakers     | 42 | 38 | 52,5 | 6  |
| Baltimore Bullets      | 31 | 49 | 38,8 | 17 |
| Detroit Pistons        | 23 | 57 | 28,8 | 25 |

## Roster
| N° | Naz.                   | Ruolo | Sportivo     | Anno | Alt. | Peso |
| -- | ---------------------- | ----- | ------------ | ---- | ---- | ---- |
| 5  | Stati Uniti (bandiera) | GA    | Dick Barnett | 1936 | 193  | 86   |
| 11 | Stati Uniti (bandiera) | GA    | Frank Selvy  | 1932 | 191  | 82   |
| 12 | Stati Uniti (bandiera) | C     | Gene Wiley   | 1937 | 208  | 95   |
| 14 | Stati Uniti (bandiera) | C     | Hub Reed     | 1936 | 206  | 98   |
| 15 | Stati Uniti (bandiera) | PG    | Mel Gibson   | 1940 | 191  | 82   |
| 20 | Stati Uniti (bandiera) | AP    | Don Nelson   | 1940 | 198  | 95   |
| 21 | Stati Uniti (bandiera) | P     | Jim King     | 1941 | 188  | 79   |
| 22 | Stati Uniti (bandiera) | AP    | Elgin Baylor | 1934 | 196  | 102  |
| 25 | Stati Uniti (bandiera) | C     | LeRoy Ellis  | 1940 | 208  | 95   |
| 32 | Stati Uniti (bandiera) | AC    | Jim Krebs    | 1935 | 203  | 104  |
| 35 | Stati Uniti (bandiera) | AG    | Rudy LaRusso | 1937 | 201  | 100  |
| 44 | Stati Uniti (bandiera) | P     | Jerry West   | 1938 | 188  | 79   |

## Staff tecnico
- Allenatore: Fred Schaus